# コールベルク (ヴュルテンベルク)
コールベルク (ドイツ語: Kohlberg) は、ドイツ連邦共和国バーデン＝ヴュルテンベルク州シュトゥットガルト行政管区のエスリンゲン郡に属す町村（以下、本項では便宜上「町」と記述する）である。この町は、シュトゥットガルト地方（1992年まではミッテレラー・ネッカー地方）およびシュトゥットガルト大都市圏に属す。コールベルクは町域全体がシュヴェービシェ・アルプ・バイオスフィアの一部である。

## 地理

### 位置
コールベルクは、高度 357 m から 674 m のアルプトラウフに位置している。

### 自治体の構成
コールベルク地区以外にこの自治体に属す地区はない。

### 隣接する市町村
北から時計回りに以下の市町村がこの町と境を接している。フリッケンハウゼン、ノイフェン（ともにエスリンゲン郡）、メッツィンゲン、グラーフェンベルク（ともにロイトリンゲン郡）。

### 土地利用
2020年現在のこの町の用途別土地面積および占有率は以下の通りである。
| 用途         | 面積 (ha) | 占有率 (%) |
| ------------ | --------- | ---------- |
| 住宅用地     | 37        | 8.3        |
| 商工業用地   | 10        | 2.3        |
| レジャー用地 | 6         | 1.3        |
| 交通用地     | 27        | 6.2        |
| 農業用地     | 246       | 56.2       |
| 森林         | 100       | 22.8       |
| 水域         | 2         | 0.4        |
| その他       | 10        | 2.3        |
| 合計         | 438       | 100.0      |

## 歴史

### 古代
コールベルク周辺地域の定住跡は、紀元前にまで遡る。ミットレラー・ヴァーゼン耕作地で、紀元前3000年から紀元前2000年頃の新石器時代に角岩で作られた道具が発見された。この出土した道具は、コールベルクの町域に住んでいた住民が部分的に牧畜、狩猟、採集を行っていたことを推測させる。ユージで発見された後期青銅器時代の陶片は、コールベルクの「ハウスベルク」（直訳: 故郷の山）に紀元前1200年から紀元前800年頃にすでに定住がなされていたことを示している。アウトムールタール上流域に造られた墳墓から、これはハルシュタット時代（紀元前800年から紀元前400年）にも当てはまると考えられる。

### 中世
コールベルクは11世紀にはアハアルム伯の領域に属していた。アハアルム伯ルイトルトとクーノは1098年にベンプフリンゲン協定に基づき、多くの土地をツヴィーファルテン修道院に寄進した。ツヴィーファルテン修道院院長ウルリヒ・フォン・ヒュルツビュールは、1102年にコールベルクに修道士居住地（ドミキリウム）を建設し、ブドウ園を設けて栽培を行った。11世紀末以降ツヴィーファルテン修道院はドミキリウムの他にもコーベルクに土地を有していた。アハアルム伯の臣下の2人の騎士エーベーハルト・フォン・ウラッハとルイトルトが修道院に3フーベンの農地を、ギーゼラ・フォン・ヒルテンスヴァイラーは2フーベンの農地とこれに隣接する小さな林ベリンボルトを寄進した。
その後コールベルクの所領を巡って大きな紛争が起こった。15世紀に、皇帝フリードリヒ3世政府が副宰相でゲッピンゲン出身のウルリヒ・ヴェルツリに相続レーエンとして与えたことで、ほとんど戦争状態となった。1461年にはヴュルテンベルク伯と、皇帝の命令を受けたプファルツ伯フリードリヒとのあいだで戦闘が起こりそうな状態にまでなった。全く予想外であったウルリヒ・ヴェルツリの死が平和的解決を可能にした。ツヴィーファルテン修道院とヴェルツリの兄弟および相続人との間の和解に基づき、ロットヴァイル宮廷裁判所は、コールベルクの農場はツヴィーファルテン修道院に返還し、その代償としてヴェルツリに1000グルデンを支払い、さらに年100グルデンの年金を生涯支払うこととした。フリードリヒ3世は1467年にコールベルクの農場が修道院の「所有地」であって「レーエン」ではなく、昔の権利を再び有効とすることを明言した。

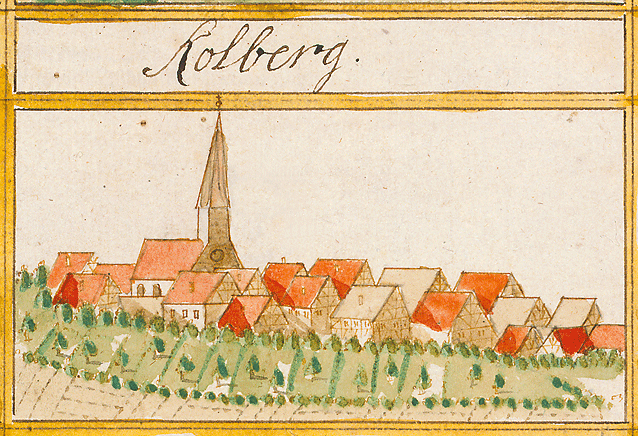
1683年に描かれたアンドレアス・キーザーが描いたコールベルクの絵図

### 近世
1520年にツヴィーファルテン修道院はノイハウゼン・アン・デア・エルムス（現在はメッツィンゲンの一部）のレーエン農民にかつての所領を譲渡した。同じく1520年にコールベルクの教会は、それまでのノイフェンの支教会から独立した教区となった。
コールベルクの貴族と司祭が有していた教会禄収入（徴税権）は、ツヴィーファルテン修道院が有していたそれと同様に、宗教改革後の1750年にヴュルテンベルクのものとなった。この町は16世紀には固有の裁判所を有しておらず、古くからの慣例通りヴュルテンベルクのノイフェンの裁判所に属していた。高度な裁判権は1745年からヴュルテンベルクが独占的にこれを行使した。
住民の生計は20世紀半ばまで専ら農業に拠っていた。ツヴィーファルテン修道院に由来する果樹園やブドウ畑が今も生産を行っている。亜麻布織りは17世紀からこの町で営まれていた。
皇帝は17世紀に再びコールベルクに関心を示した。三十年戦争では1634年のネルトリンゲンの戦いでヴュルテンベルクが敗れた。皇帝フェルディナント2世は、コールベルクを含む旧アハアルム伯領全域を獲得し、フォルダーエスターライヒ大公妃クラウディア（訳注: 皇帝フェルディナントの弟で、1632年に亡くなったレオポルトの妻）にこの所領を与えた。しかし1648年のヴェストファーレン条約により、コールベルクは再びヴュルテンベルクの支配下に戻された。
ヴュルテンベルク公領でコールベルクは初めアルトヴュルテンベルクのアムト・ノイフェンに属した。1806年に建国されたヴュルテンベルク王国の新しい行政組織の適用によりコールベルクはオーバーアムト・ニュルティンゲンに移管された。

### 20世紀
第一次世界大戦では226人のがコールベルクから出征し、主にヴュルテンベルク軍に配属された。教会の南入口の戦争記念碑には52人の死者と13人の行方不明者が記されている。ナチ時代のヴュルテンベルクでは、1938年にかつてのオーバーアムトから新たなニュルティンゲン郡に改組され、コールベルクはこれに属した。第二次世界大戦では236人が国防軍に徴兵された。55人の兵士が死亡し、21人が行方不明になった。この町は空爆を免れ、ほぼ完全に無傷であった。1945年4月23日、この町はアメリカ軍第7軍によって占領され、ナチ政府から解放された。アメリカ支配地域とフランス支配地域との境界線はこの町の真ん中を通っていた。この事態はその後修正され、境界線はメッツィンゲンとの町境と一致した。これ以後この町はアメリカ管理地区となり、戦後に設けられたヴュルテンベルク＝バーデン州に属し、1952年からバーデン＝ヴュルテンベルク州となった。1973年の郡域再編でこの町はエスリンゲン郡に編入された。

## 住民

### 人口推移
- 1824年: 759 人
- 1848年: 887 人
- 1939年: 1,072 人
- 1950年: 1,381 人
- 1961年: 1,504 人
- 1970年: 1,753 人
- 1980年: 2,106 人
- 1990年: 2,225 人
- 1995年: 2,259 人
- 2000年: 2,291 人
- 2005年: 2,321 人
- 2010年: 2,277 人
- 2015年: 2,268 人
- 2020年: 2,345 人

## 行政

### 議会
コールベルクの町議会は12人の議員からなる。町議会は、これらの選出された名誉職の議員と議長を務める町長で構成される。町長は町議会において投票権を有している。

### 首長
第二次世界大戦以後の町長を列記する。
- 1945年: ヘルマン・シャイヒ
- 1945年 - 1948年: リヒャルト・アルノルト
- 1948年 - 1956年: オイゲン・シェーファー
- 1956年 - 1993年: ロルフ・ヴィンクラー
- 1993年 - 2008年: フランク・ブース
- 2008年 - 2016年: クラウス・ロラー
- 2016年 - : ライナー・タイゲル[5]

### 紋章
図柄: 上下二分割。上部は青地に2つの銀色（白）のユリが横並びに配置されている。下部は銀地（白地）に青い房と2枚の青い葉をつけた青いブドウの枝。
1820年の村長印に初めて現れるブドウの枝は、何世紀も前からコールベルクで営まれてきたブドウ栽培を表している。2つのユリは、コールベルクの農場で帝国代官を務めたコンラート・フォン・アハアルムの紋章に由来する。町の旗は白-青（銀-青）の配色である。この紋章は1952年に州政府の、旗は1973年に州内務省の認可を得た。

## 文化と見所
- コールベルクは、多くの見所を持つヴュルテンベルク・ワイン街道沿いに位置している[7]。
- 定期的に開催される村祭りとしては、サクランボ祭とコールベルクのワイン祭がある。

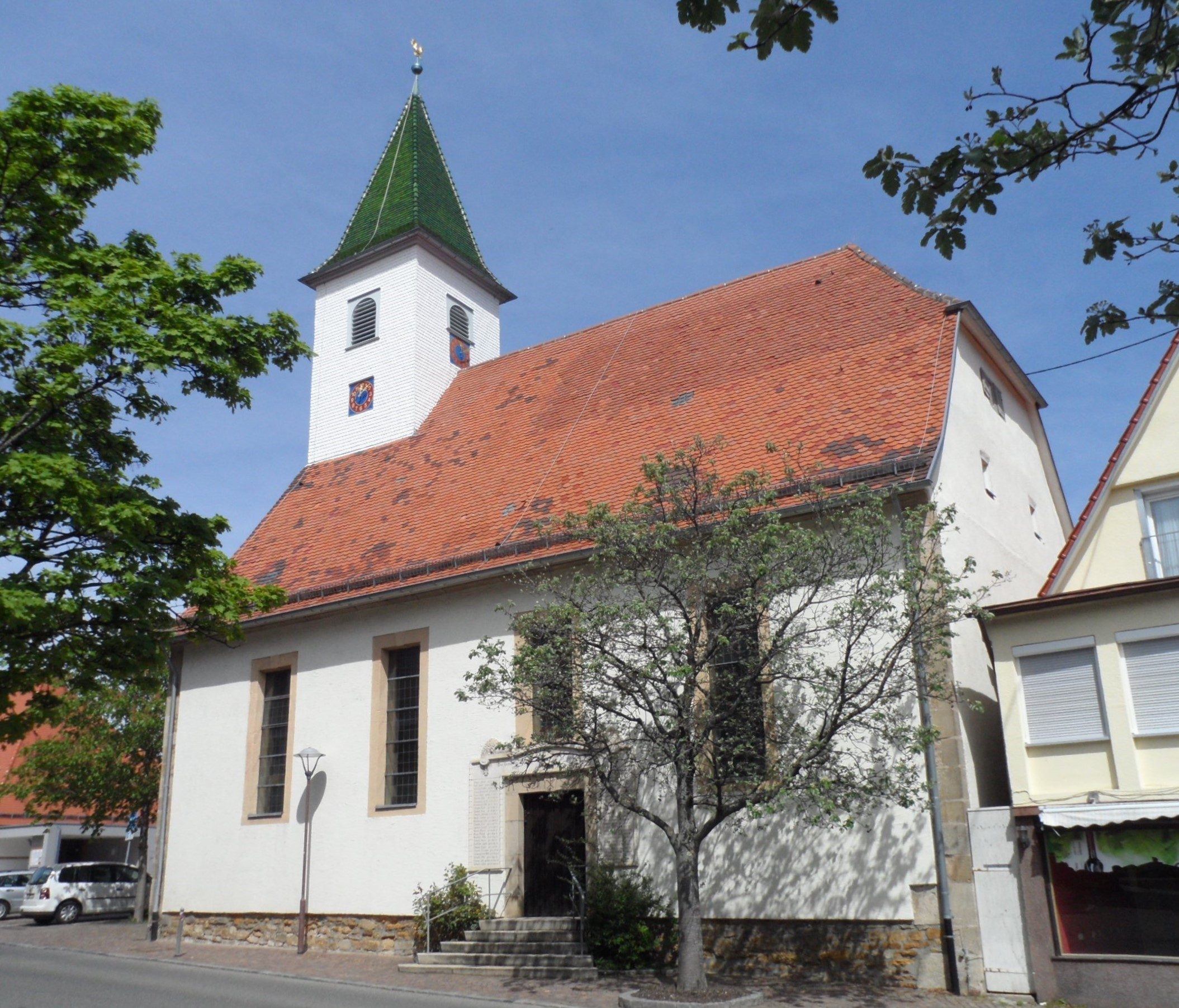
コールベルクの福音主義教会

### 建築
- ブドウ搾り所、1579年建造
- 福音主義教会、1768年にヴィルヘルム・フリードリヒ・ゲッツにより建設された。

### 自然文化財
ユージは高さ 673 m である。ハイカーはここからシュヴァーベンを一望するパノラマを眺めることができる。眺望はホーエンツォレルンからカイザーベルゲンまで、さらには遠くネッカータール、シュヴァーベンの森やフィルダー地方を超えてシュヴァルツヴァルトにまで達する。

### クラブ・団体
1892年に創設されたシュヴァービシェ・アルプ協会のコールベルク＝カピスホイゼルン地方支部は1992年にアイヒェンドルフ＝メダルを授与された。

## 関連図書
- August Friedrich Pauly, ed (1848). “Kohlberg”. Beschreibung des Oberamts Nürtingen. Die Württembergischen Oberamtsbeschreibungen 1824–1886. Band 25. Stuttgart / Tübingen: Cotta’sche Verlagsbuchhandlung. pp. 170–173
- Hans Schwenkel (1953). Heimatbuch des Kreises Nürtingen. Band 2. Würzburg. pp. 539–555
- Rolf Winkler et al (1991). Kohlberg – Perle am Jusi. Horb: Geiger. ISBN 978-3-89264-640-2
- Andreas Schmauder, ed (1993). Kohlberg – Geschichte und Gegenwart. Gemeinde Kohlberg
- Landesarchiv Baden-Württemberg i. V., Landkreis Esslingen, ed (2009). Der Landkreis Esslingen., Band 2. Ostfildern: Jan Thorbecke Verlag. p. 95. ISBN 978-3-7995-0842-1
- Gemeinde Kohlberg (1984). Kohlberg – Dorf zwischen Berg und Tal. Ein halbes Jahrhundert in Bildern. Horb: Geiger-Verlag